# Базисни оценки
Базисна оценка е начинът, по който хората взимат решение.
Даниел Канеман разглежда как хората анализират информация и взимат решения. Всеки човек прави хиляди оценки в своето ежедневие, на които се градят неговите избори. Той разглежда процесът за взимане на решение от две системи в човешкия мозък – Система 1 и Система 2.
Броят на въпросите, на които можем да отговорим няма граница, както и качествата, които можем да оценим. Система 1 непрекъснато наблюдава какво става извън и вътре в ума ни и генерира оценки на различни аспекти от ситуацията, с малко или без никакво усилие. Тези базисни оценки са важни при интуитивното оценяване, защото се променят лесно при по-трудни въпроси. Система 2 получава или генерира въпросите, тя насочва вниманието и паметта, за да намерят отговорите. Друга характерна черта за Система 1, която ѝ помага за подмяната на една оценка с друга е способността ѝ да превежда стойностите в размери. Намерението на Система 2 да отговори на определен въпрос или оцени качеството на дадена ситуацията отключва други изчисления, включително и базисни оценки.
Система 1 осигурява непрестанна оценка на главните проблеми, които един организъм трябва да решава, за да оцелее. Невронните механизми са се развили, за да ни осигуряват актуални оценки за нивото на заплаха. Ситуациите се оценяват като добри или лоши, изискващи бягство или позволяващи приближаване. Доброто настроение и когнитивната логика са човешките еквиваленти за оценяване на безопасност и познатост. Според Александър Тодоров ние сме способни да оценим с поглед два потенциално решаващи факта за един непознат човек: колко е доминиращ и доколко заслужава доверие. Формите на лицето ни помагат да оценим доминирането му. Този механозъм оказва влияние върху начина, по който гласуват хората. В около 70% от съревнованията за различни политически позиции, победител в изборите е бил кандидатът, чието лице е спечелило по-високо място за компетентност.  Тодоров открива, че хората оценяват компетентността, като съчетават двете измерения на сила и благонадеждност. Ние сме биологически предразположени да отхвърляме кандидати, на които им липсват качествата, които ценим. Това действие се извършва от Система 2.
Система 1 разбира езика, естествено, а разбирането зависи от базисните оценки, които се вършат рутинно като част от възприемането на събитията и схащането на посланията. Те се изпълняват дори при липса на специфична зададена задача. Не всяко възможно качество се оценява. Тези оценки включват изчисления на сходството и представителността, качества на каузалността и оценки за наличността на асоциации и примери.
Експерименти показват, че на хората им е достатъчна частица от секундата, за да регистрират средната дължина на група линии с точност. Система 2 не е необходима за създаването на впечатление за нормата на дължината в дадена група, Система 1 го прави автоматично. Система 1 представя категориите чрез прототип или група типични екзепляри, справя се добре със средните стойности, но зле със сборовете. Размерът на категорията и броят предмети, от които се състои тя, има тенденцията да се пренебрегва в преценките на това, което се нарича подобни на сбор променливи величини.
Основната марка за интензивност или количество, ни позволяла да използваме думата повече (по-). Система 1 притежава скала за интензивност, която ни позволява да съчетаваме различни измерения. Ако престъпленията се изразяват в цветове, то убийството щеше да бъде по-тъмночервено от кражбата. В класически експеримент участниците нагаждат височината на даден звук към сериозността на престъплението, други участници нагаждат височината на юридически наказания.
Система 1 изпълнява едновременно много изчисления. Някои от тях са рутинни оценки, които се извършват непрестанно. Когато очите ни са отворени, нашият мозък изчислява една триизмерна репрезентация на онова, което се намира в зрителното ни поле. Други оценки се предприемат, само когато са необходими. Оценките за определен случай са съзнателни. Те се получават, само когато имаме намерение да ги направим.
Умствен автомат се нарича действието на прекалено изчисляване. За Система 1 е трудно да не прави повече, отколкото Система 2 ѝ възгала да направи.